# Südstadt (Grevenbroich)

Das Wappen der Gemeinschaft der Südstadt von 1993, das heutige Wappen der Südstadt

Die Südstadt ist ein Stadtteil von Grevenbroich im Rhein-Kreis Neuss. Der Stadtteil ging aus der Erftwerksiedlung hervor, die seit 1919 zwischen Allrath und Grevenbroich errichtet wurde.

## Geschichte bis 1945
Die Anfänge der Südstadt sind eng mit der Geschichte der Erftwerk AG verknüpft.
Am 1. September 1916 schloss die Firma Gebrüder Giulini mit dem Rheinisch-Westfälischen Elektrizitätswerk und dem Deutschen Reich in Ludwigshafen am Rhein einen Vertrag, um auf einem Grundstück einer Ziegelei im Grevenbroicher Stadtteil Allrath eine Produktionsstätte für Aluminium zu errichten. Das neue Werk sollte zwischen der Kölner Landstraße und der Bahnstrecke Mönchengladbach-Köln entstehen. Die Produktionsstätte sollte eine Ofenhalle, einen Umformer, außerdem eine Gießerei und eine Elektrodenfabrik umfassen und als Erftwerk AG firmieren.
Gut Herkenbusch wurde 1917 käuflich erworben, um von dort den Aufbau des Werkes sowie den Wohnungsbau für die Beschäftigten zu organisieren. Der in Karlsruhe geborene Architekt Manfred Faber plante neben dem Erftwerk auch die neue Wohnsiedlung in den Jahren 1916/17. Das Werk konnte bereits Ende 1917 seinen Betrieb aufnehmen und erreichte dann im Folgejahr, im September 1918 die volle Kapazität. Mit dem Ende des Ersten Weltkriegs endete auch die Produktion.
Mit dem Bau von 31 Einfamilienhäusern und 36 Mietwohnungen zwischen 1919 und 1921 entstand dann auf der grünen Wiese die Erftwerksiedlung. Die Häuser und Wohnungen liegen in der Wöhlerstraße, der Von-der-Porten-Straße und der Gustav-Lück-Straße. 1940 war die Zahl der Häuser auf 136 Eigenheime angewachsen und die Erftwerksiedlung hatte etwa 1.200 Einwohner. Neben der Gustav-Lück-Straße wurde nun vor allem in der Erftwerkstraße und entlang der Neuenhausener Straße gebaut. Die Bautätigkeit wurde erst mit dem Beginn des Krieges unterbrochen. Die Erftwerksiedlung wurde am 29. Mai 1943 das Ziel von Bomberangriffen. Mit der Besetzung Grevenbroichs am 28. Februar 1945 durch alliierte Truppen kommt die Produktion im Erftwerk völlig zum Erliegen, woraufhin alle Mitarbeiter entlassen werden mussten. Zu diesem Zeitpunkt lebten etwa 300 Personen in der Erftwerksiedlung.

## Geschichte nach 1945

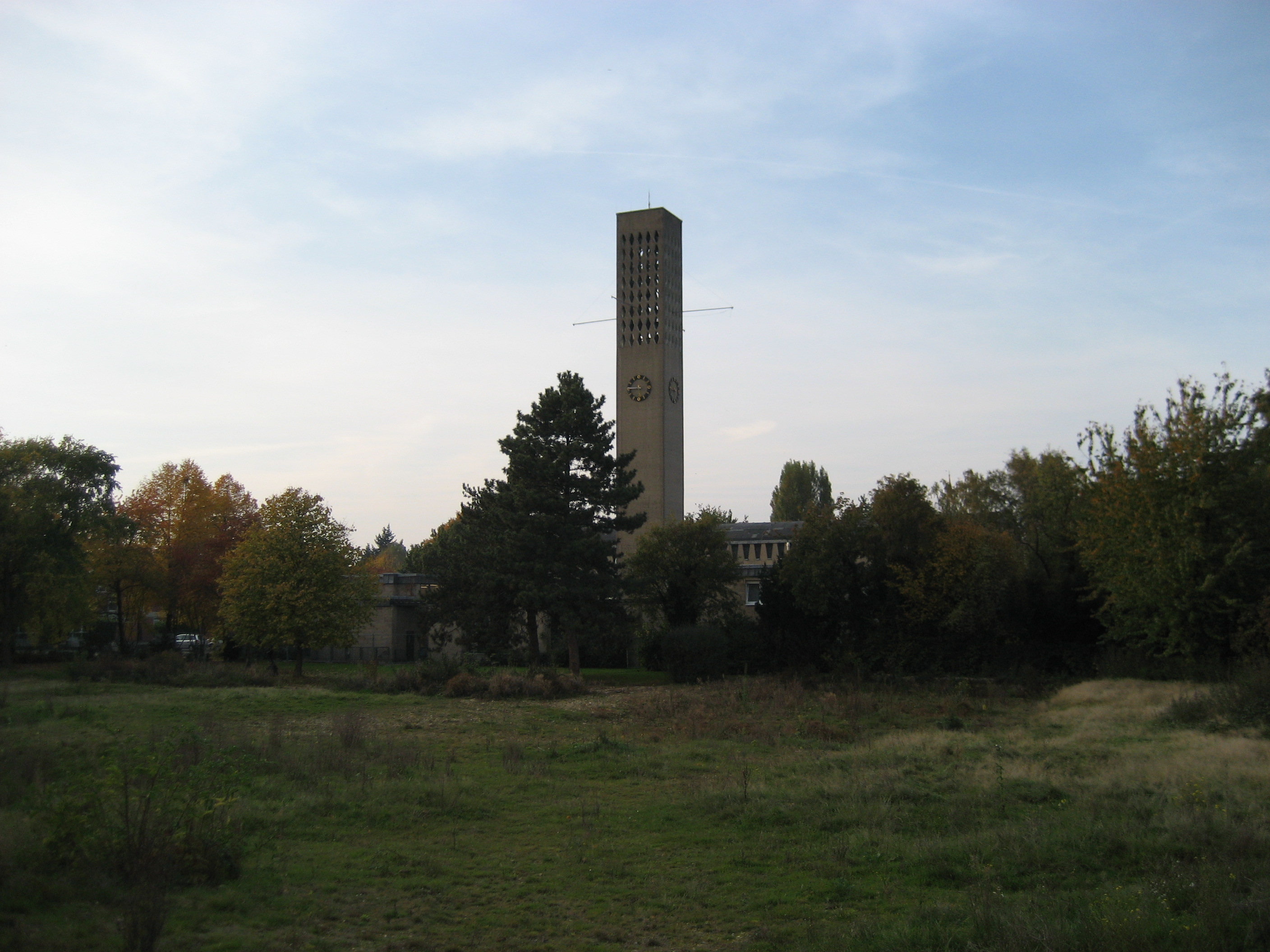
St. Josef von Osten (2008)

Seit 1953 wurde in der Südstadt wieder verstärkt gebaut und der Stadtteil wurde in östlicher und südlicher Richtung stark erweitert. Am 4. November 1954 wurde die Katholische Volksschule Erftwerksiedlung eingeweiht. Die Südstadt wuchs so schnell auf etwa 2.500 Einwohner an. 1963 kamen vier Hochhäuser hinzu, die im Volksmund als die 4 Apostel bezeichnet werden. Die Erweiterung des Stadtteils endete in den späten 70er Jahren, als die Neubauflächen an die Autobahn sowie die Schnellstraßen stieß, die den Stadtteil heute begrenzen. In der Südstadt werden aktuell (2007) Baulücken geschlossen.
In der Südstadt gibt es eine Vielzahl von Sackgassen. Diese Besonderheit des Ortes ist stadtplanerisch gewollt. Man versuchte die Geräuschbelastung durch den Durchgangsverkehr möglichst zu minimieren. Die Arbeiter des nahe gelegenen Aluminiumwerks sollten möglichst ruhig schlafen können.
Das Schützenfest im Ort findet jeweils im Juni eines jeden Jahres statt.

### Bevölkerungsentwicklung
| Jahr        | 2013  | 2014  | 2015  | 2016  | 2017  | 2018  | 2019 | 2020 | 2021  | 2022  | 2023 |
| ----------- | ----- | ----- | ----- | ----- | ----- | ----- | ---- | ---- | ----- | ----- | ---- |
| Bevölkerung | 5.434 | 5.355 | 5.323 | 5.275 | 5.316 | 5.362 |      |      | 5.648 | 5.676 |      |

## Religion
1956 erfolgte die Benediktion der Notkirche, die katholische Pfarrkirche St. Josef konnte dann am 23. August 1959 konsekriert werden. 1957 kam ein Gebäude für die Jugend hinzu, das heutige GOT. St. Josef war im April 2003 Kirche des Monats im Erzbistum Köln.
Die evangelische Matthäus-Kirche wurde 2006 entwidmet, hier sollen 32 barrierefreie Wohnungen für betreutes Wohnen entstehen.
Der Stadtteil besitzt keinen eigenen Friedhof.